# Ікло (фільм)
Ікло (грец. Κυνόδοντας) — фільм 2009 року грецького режисера Йоргоса Лантімоса. Стрічка здобула премію Особливий погляд на Каннському фестивалі та номінована на премію Оскар в категорії Найкращий фільм іноземною мовою. До цього грецький фільм востаннє номінувався на здобуття Оскара 1977 року — «Іфігенія» Міхаліса Какоянніса.

## Сюжет
Літня сімейна пара з трьома дорослими дітьми (син і дві дочки) живуть на околиці міста, у великому будинку з садом і басейном. Будинок оточує високий паркан, за яким діти ніколи не бували, тому що батьки навмисно відрізали їх від зовнішнього світу, повідомивши їм, що дитина не може покинути будинок, поки у неї не випаде перше ікло. Вони росли, не відчуваючи жодного впливу з боку. Батьки з дитинства запевняли своїх дітей, що літаки, які пролітають над будинком, — іграшкові, а кішка — найстрашніший і кровожерний звір на світі. Також вони навчали дітей помилковим значенням "небезпечних" слів ("телефон" - солонка (справжній телефон батьки ховають від дітей у шухляді), "автострада" - дуже сильний вітер, "екскурсія" - дуже міцний матеріал, що використовують для настилу підлоги, "зомбі" — мала квітка жовтого кольору, "море" — шкіряне крісло з дерев'яними ручками, "карабін" - красивий білий птах, "кіска" - яскраве світло, "клавіатура" - вагіна і т. д.). За гарну поведінку діти отримують наклейки, за погану - покарання. Діти розважаються іграми на витривалість, наприклад хто довше втримає палець під струменем гарячої води, чи хто довше протримається під водою у басейні.
Діти вірять в те, що безпечно виходити за ворота можна лише на автомобілі. Коли іграшковий літак перелітає через паркан, батько виїжджає на автомобілі і підбирає його не встаючи із-за руля. Діти вірять, що у них є ще один брат, який знаходиться по ту сторону паркану, вони іноді кидають для нього їжу через паркан. Одного разу в сад зайшла кішка (найстрашніший звір на світі), дівчата здійняли вереск, а хлопець взяв садові ножиці і вбив її. Батько використав цей випадок для того, щоб сказати своїм дітям про смерть їхнього брата, який знаходився за парканом (батько порвав на собі одяг та вимазався в крові) - його ніби то вбила кішка. Потім він змусив свою сім'ю стати на коліна і лаяти як собаки для того щоб навчити їх відганяти котів.
З усіх членів сім'ї за межі будинку виходить тільки батько сімейства. З людей, які не є членами сім'ї, в будинок може потрапити лише молода дівчина Кристіна (дорогою до будинку їй зав'язують очі), найнята для того, щоб задовольняти сексуальні потреби сина. Оскільки син відмовляє їй в кунілінгусі, Кристіна іде на сексуальний контакт і зі старшою дочкою. В обмін на оральний секс вона спочатку дає їй обруч для голови, а потім дві відеокасети з записами фільмів «Роккі» і «Щелепи». Старша дочка дивиться фільми в таємниці від батька і вони справляють на неї велике враження. Вона навіть просить молодшу сестру називати її Брюс. Через деякий час батько дізнається про це. Він б'є її цими касетами по голові, а Кристіні забороняє відвідувати будинок - він приходить до неї додому, лає її і б'є по голові відеомагнітофоном, який знаходить у неї дома. Батько вирішує, що замість Кристіни задовольняти сина тепер має одна із сестер. Син обирає старшу сестру (він із закритими очима обмацує оголених дівчат).
Батьки влаштовують свято на честь річниці свого весілля. Під час свята брат грає на гітарі, а дівчата танцюють. Молодшій скоро це набридає, а старша навпаки розходиться і робить якісь чудернацькі па (підглянуті у відеофільмах) і цим лякає своїх батьків, вони припиняють свято. Вночі, старша дочка здійснює втечу. Гантелею вона вибиває собі ікло, після чого біжить на вулицю і ховається в багажник батькової машини. Виявивши у ванній кров і залишки зуба, батько намагається знайти дочку, але безрезультатно. Вранці він вирушає на роботу, не знаючи, що вона лежить у багажнику його автомобіля.

## Актори
- Христос Стергіоглу — батько.
- Мішель Веллі — мати.
- Ангелікі Папуліа — старша дочка.
- Марі Цоні — молодша дочка.
- Христос Пассаліс — син.
- Анна Калетзіду — Крістіна.

## Нагороди
| Нагорода                                    | Категорія                                                 | Хто відзначений                    | Нагороджений |
| ------------------------------------------- | --------------------------------------------------------- | ---------------------------------- | ------------ |
| Оскар                                       | Найкращий фільм іноземною мовою                           | Йоргос Лантімос                    | номінація    |
| Премія британського незалежного кіно        | Найкращий фільм іноземною мовою                           | Йоргос Лантімос                    | Ні           |
| Каннський кінофестиваль                     | Особливий погляд                                          | Йоргос Лантімос                    | Так          |
| Міжнародний кінофестиваль Джеймсона Дубліна | Премія кінокритиків                                       | Йоргос Лантімос                    | Так          |
| Кінофестиваль Ешторіли                      | Гранде Преміо                                             | Йоргос Лантімос                    | Так          |
| Премії Грецької кіноакадемії                | Найкращий художній фільм                                  | Йоргос Лантімос                    | так          |
| Премії Грецької кіноакадемії                | Найкращий режисер                                         | Йоргос Лантімос                    | так          |
| Премії Грецької кіноакадемії                | Найкращий сценарій                                        | Йоргос Лантімос та Ефтіміс Філіппу | так          |
| Премії Грецької кіноакадемії                | Найкраща актриса                                          | Ангелікі Папуліа                   | Ні           |
| Премії Грецької кіноакадемії                | Найкращий актор                                           | Христос Стергіоглу                 | Ні           |
| Премії Грецької кіноакадемії                | Найкращий актор другого плану                             | Христос Пассаліс                   | так          |
| Премії Грецької кіноакадемії                | Найкращий пост-продакшн                                   | Йоргос Мавропсарідіс               | так          |
| Премії Грецької кіноакадемії                | Премія за спецефекти й інновації                          | Йоргос і Руліс Алахузос            | Ні           |
| Кінофестиваль у Любляні                     | Kingfisher Award                                          | Йоргос Лантімос                    | Так          |
| Кінофестиваль у Мар-дель-Плата              | Найкращий фільм                                           | Йоргос Лантімос                    | Ні           |
| Фестиваль нового кіно в Монреалі            | Премія за художній фільм                                  | Йоргос Лантімос                    | Так          |
| Міжнародний кінофестиваль RiverRun          | Найкращий режисер                                         | Йоргос Лантімос                    | Так          |
| Кінофестиваль у Сараєво                     | Спеціальний приз журі                                     | Йоргос Лантімос                    | Так          |
| Кінофестиваль у Сараєво                     | Серце Сараєво (найкраща актриса)                          | Ангелікі Папуліа і Марі Цоні       | Так          |
| Міжнародний кінофестиваль у Каталонії       | Найкращий фантастичний фільм                              | Йоргос Лантімос                    | Так          |
| Міжнародний кінофестиваль у Каталонії       | Премія Громадянин Кейн за найкраще режисерське одкровення | Йоргос Лантімос                    | Так          |
| Міжнародний кінофестиваль у Каталонії       | Найкращий фільм                                           | Йоргос Лантімос                    | Ні           |
| Міжнародний кінофестиваль у Стокгольмі      | Бронзовий кінь                                            | Йоргос Лантімос                    | Так          |